# SCB-27
SCB-27, o "Two Seven-Alpha" / "Two Seven-Charlie", era la designazione della Marina degli Stati Uniti per una serie di aggiornamenti alla classe di portaerei Essex (sia per le versioni a scafo corto che per quelle a scafo lungo), condotte tra il 1947 e il 1955. Questi aggiornamenti avevano lo scopo di consentire alle navi della Seconda guerra mondiale di operare aerei a reazione.

## Modifiche
Le navi andarono così incontro a numerose modifiche.

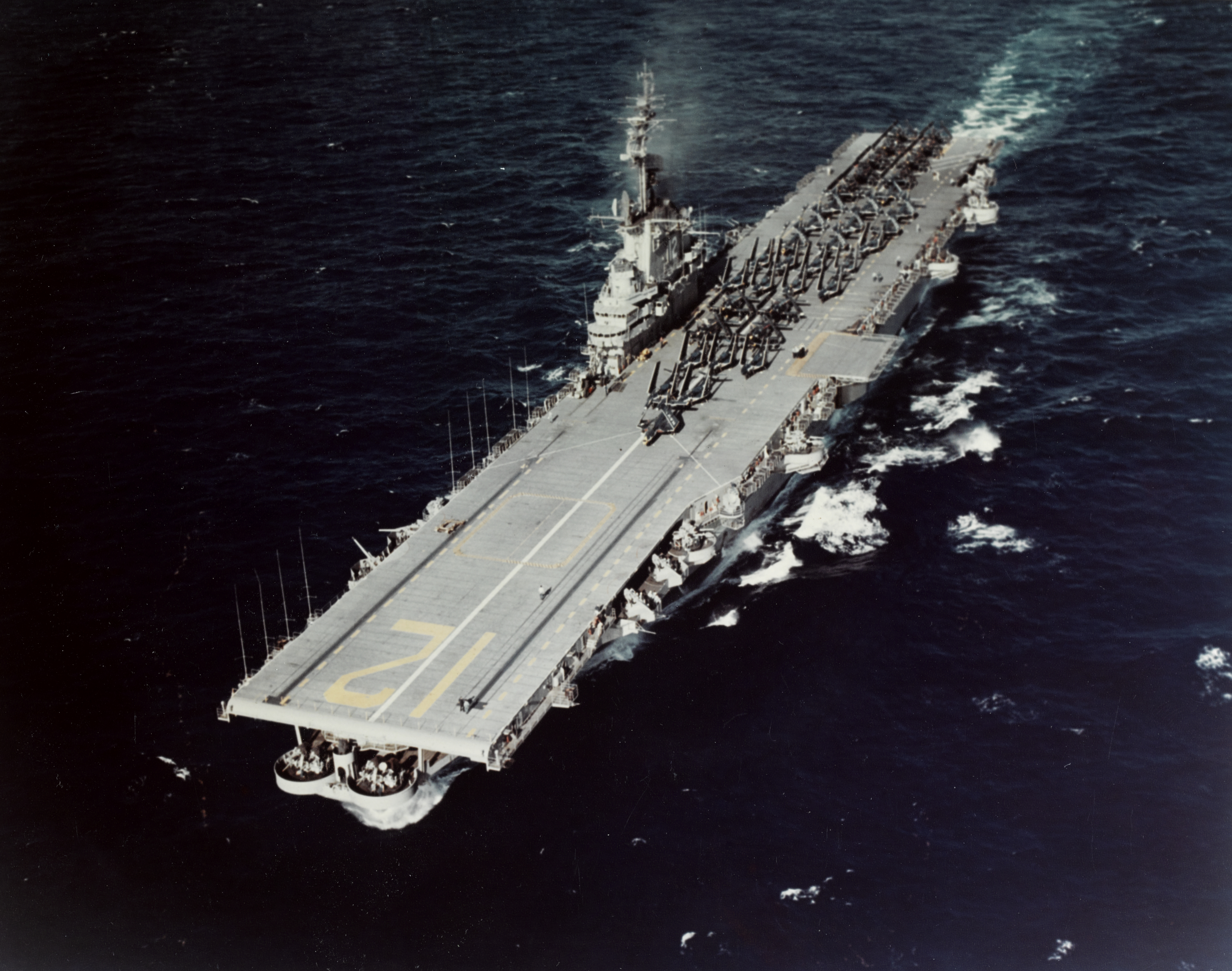
USS Hornet con la sua configurazione SCB-27A.

Il ponte venne completamente ridisegnato, reso più alto, ma più corto in lunghezza totale. Inoltre, i montanti della caldaia sono stati ricostruiti e inclinati a poppa per ospitare un singolo radar e un albero di comunicazione in cima all'isola di comando. Per proteggere meglio gli equipaggi aerei, le stanze pronte sono state spostate dal ponte della galleria al di sotto del ponte dell'hangar corazzato, con una grande scala mobile sul lato di dritta a centro barca per spostare gli equipaggi di volo sul ponte più velocemente. Internamente, la capacità di carburante venne aumentata a 300 000 galloni americani (1 135 624 L) (un aumento del 50%) e la sua capacità di pompaggio aumentata a 50 galloni americani (189,3 L) al minuto. Le capacità di lotta antincendio sono state potenziate con l'aggiunta di due paratie d'emergenza per il fuoco e le schegge sul ponte dell'hangar, un sistema antincendio antinebbia a schiuma, migliori barriere d'acqua e una rete antincendio in cupronichel. Inoltre sono stati migliorati l'energia elettrica di generazione e le strutture di stivaggio e movimentazione delle armi. Tutto ciò ha aggiunto un peso considerevole. Le navi avevano inoltre un pescaggio più basso e la velocità massima era leggermente ridotta, a 31 nodi (57 km/h).

### Sottotipi di modifiche

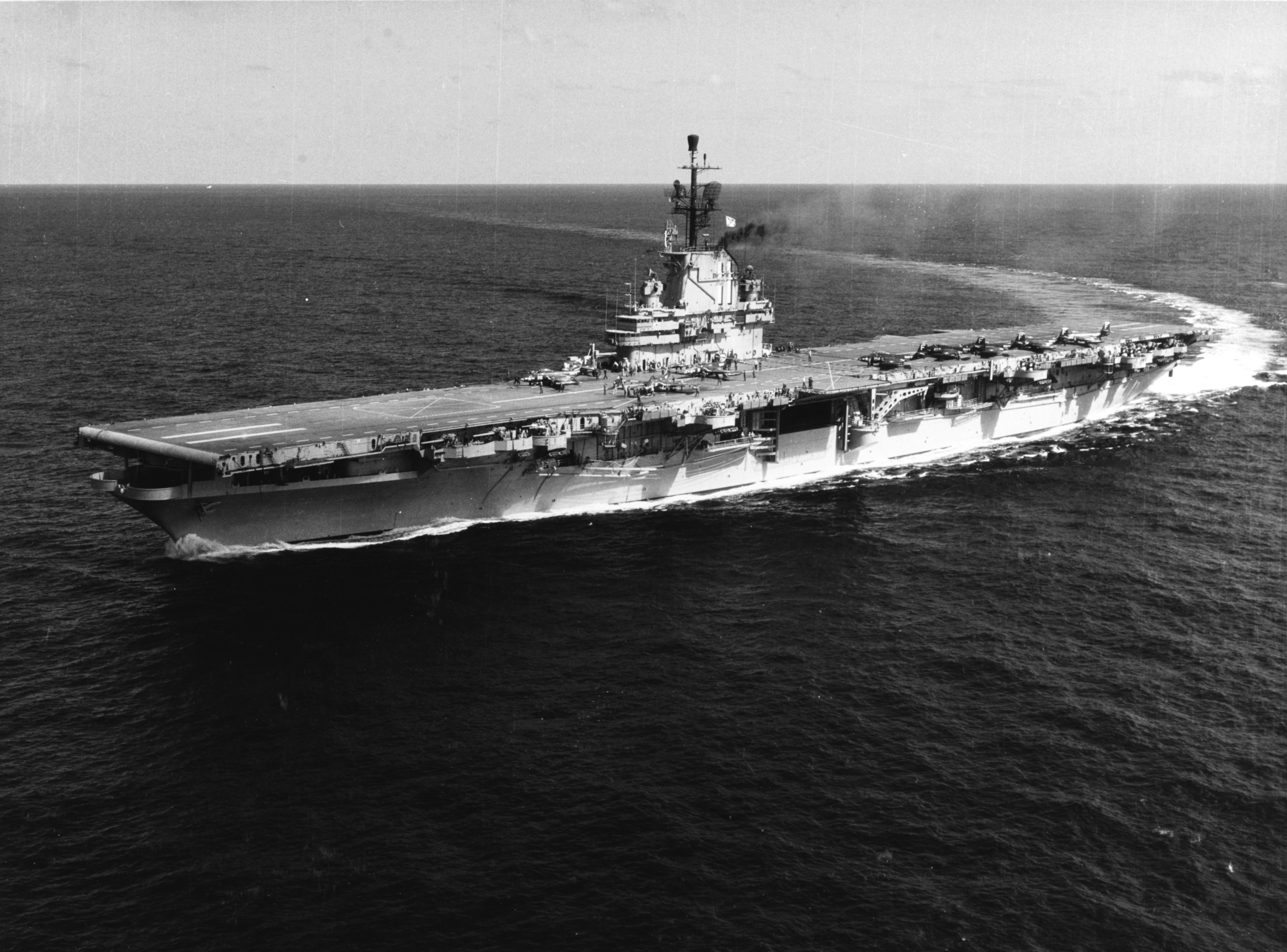
USS Intrepid con la sua configurazione SCB-27C.

I due sottotipi di modifiche SCB-27 furono principalmente il risultato di cambiamenti nella tecnologia della catapulta all'inizio degli anni '50. Le navi SCB-27A utilizzavano una coppia di catapulte idrauliche a tubo scanalato H 8, mentre le navi SCB-27C successive erano dotate di una coppia di catapulte a vapore C 11. Le navi SBC-27C erano dotate inoltre di deflettori di getto, raffreddamento del ponte, impianti di miscelazione del carburante, barriera per il recupero di emergenza e deposito e movimentazione di armi nucleari, che non erano inclusi in tutti i vettori SCB-27A.
La maggiore capacità delle catapulte a vapore significò che le navi del 27 C furono in grado di servire come portaerei durante la Guerra del Vietnam, mentre le loro sorelle 27A equipaggiate idraulicamente furono relegate in compiti antisommergibile.

## Cronologia del programma
Questo è un elenco di tutte le navi che subirono trattamenti del programma SCB-27.
Fonte: www.history.navy.mil
| Nave                          | Programma     | cantiere navale                  | Inizio costruzione | Entrata in servizio | Dismessa       |
| ----------------------------- | ------------- | -------------------------------- | ------------------ | ------------------- | -------------- |
| USS Oriskany (CV-34)          | SCB-27        | New York                         | Agosto 1947        | Set 1950            | Settembre 1976 |
| USS Essex (CV-9)              | SCB-27A       | Puget Sound                      | Febbraio 1949      | Gennaio 1951        | Giugno 1969    |
| USS Wasp (CV-18)              | SCB-27A       | New York                         | Maggio 1949        | Settembre 1951      | Luglio 1972    |
| USS Kearsarge (CV-33)         | SCB-27A       | Puget Sound                      | Febbraio 1950      | Febbraio 1952       | Febbraio 1970  |
| USS Lake Champlain (CV-39)    | SCB-27A       | Norfolk                          | Agosto 1950        | Settembre 1952      |                |
| USS Bennington (CV-20)        | SCB-27A       | New York                         | Dicembre 1950      | Nov 1952            |                |
| USS Yorktown (CV-10)          | SCB-27A       | Puget Sound                      | Marzo 1951         | Febbraio 1953       |                |
| USS Randolph (CV-15)          | SCB-27A       | Notizie di Newport               | Giugno 1951        | Luglio 1953         |                |
| USS Hornet (CV-12)            | SCB-27A       | New York                         | Luglio 1951        | Settembre 1953      | 1970           |
| USS Hancock (CV-19)           | SCB-27C       | Puget Sound                      | Dicembre 1951      | Febbraio 1954       |                |
| USS Intrepid (CV-11)          | SCB-27C       | Notizie di Newport               | Aprile 1952        | Giugno 1954         | Marzo 1974     |
| USS Ticonderoga (CV-14)       | SCB-27C       | New York                         | Aprile 1952        | Settembre 1954      |                |
| USS Shangri-La (CV-38)        | SCB-27C / 125 | Puget Sound                      | Ottobre 1952       | Gennaio 1955        |                |
| USS Lexington (CV-16)         | SCB-27C / 125 | Puget Sound                      | Settembre 1953     | Agosto 1955         |                |
| USS Bon Homme Richard (CV-31) | SCB-27C / 125 | Cantiere navale di San Francisco | Maggio 1953        | Settembre 1955      | 2 luglio 1971  |